# 蘋果薄荷
苹果薄荷（学名：Mentha suaveolens），有时也叫毛茸薄荷（Woolly mint）、香薄荷，为薄荷属下的一个种。主要生长在欧洲西部和地中海西部。他是多年生草本植物，主要用作烹饪和绿化。

## 性状
苹果薄荷植株通常高度为40-100厘米，通过地下根茎进行繁殖。绿色植物，叶序对生，葉無柄，叶子呈長橢圓形至近卵形，3-5厘米长、2-4厘米宽。叶子正反面多少有一些绒毛，边缘为锯齿状。花季为夏天的中后期，花呈淡紫色至粉色的。

## 种植和用途
苹果薄荷是一个很受欢迎的草本植物，并通常用来当观赏。在充足的日光至稍微阴凉的环境，都可以促进它的成长。其叶子可以用来制作苹果薄荷果冻或蒸粉。它还可以用作薄荷茶、装饰物或者添加到沙拉中。
苹果薄荷在绝大多数南美国家被叫做，意思是“好草本”。在世界范围上，苹果薄荷被广泛地用到医学领域中。
凤梨薄荷（Mentha suaveolens 'Variegata'）是苹果薄荷的变种，其叶子上通常会带有白色斑痕。而經由將苹果薄荷和胡椒薄荷杂交可得到另一個品种，稱為葡萄柚薄荷。